# Ogdoconta cinereola
Ogdoconta cinereola är en fjärilsart som beskrevs av Achille Guenée 1852. Ogdoconta cinereola ingår i släktet Ogdoconta och familjen nattflyn. Inga underarter finns listade i Catalogue of Life.